# ポレミック
ポレミック（英：polemic）は、特定の立場を支援するために反対の意見に敵対した意見を述べる議論のことを言う。また、論争好きな人、論客についてもいう。ポレミックはほとんどの場合、物議を醸すような話題の場合に議論され、より強い論争の場合に用いられる。英語のpolemicはギリシャ語であるπολεμικός （好戦的、敵対的）を語源とし、これはπόλεμος （戦争）という語から派生した。

## 概要
ポレミックは論議手段のうちの主要な一つである。ポレミックは明確な命題について論議するときにのみ起こり得て、対立意見に論破されない限り、ただ一つ見解のみを主張し続ける。
主にポレミックがなされるのは宗教学、哲学、政治、科学の分野である。欧州では名誉毀損法がなかった時代にはポレミックは一般的に行われていた。 ポレミックは憎悪のような強い感情を動機とするので、強い感情を持っているかのように見せかけるため、戦略立てて冷静に定型化され組み込まれる。
イギリスの研究プロジェクトでは、17-19世紀の論争の研究のために、数千のポレミック教本をオンライン化している。

## ポレミック的神学
ポレミック的神学は論争神学の一分野で、宗教学的問題解決のための歴史や方法について探求している。 これは、弁証論や信仰の知的防衛とは区別される。
Martin Lutherの「On the Bondage of the Will」はポレミック的神学のよい一例である。これは、Desiderius Erasmusの「The Freedom of the Will」についての応えを記している。

## 参照
- Apologetics
- 評論家
- 悪魔の合唱
- 弁証法
- Philippic
- レトリック
- SocialGadfly